# Голомеев, Кристиан
Кристиан Цветанов Голомеев (болг. Кристиан Цветанов Голомеев, греч. Κριστιάν Τσβετάνοφ Γκολομέεφ; род. 4 июля 1993, Велинград, Пазарджикская область) — греческий пловец болгарского происхождения, серебряный призёр чемпионата мира 2019 года, чемпион Европы, 4-кратный победитель Средиземноморских игр. Участник Олимпийских игр 2012, 2016 и 2020 годов. Рекордсмен Греции на дистанциях 50 и 100 метров вольным стилем и 50 метров баттерфляем как в 50-метровых, так и 25-метровых бассейнах.

## Биография
Родился в 1993 году в Велинграде в болгарской семье. Мать Кристина умерла вскоре после его рождения. Отец Кристиана, Цветан (1961—2010) — бывший пловец, участник Олимпийских игр 1980 и 1988 годов, эмигрировал в Грецию для лучшей жизни. Отец умер в 2010 году от рака. В Греции Кристиан начал плавать в раннем возрасте. У Кристиана есть два брата — Никола и Иван. Обучался в Алабамском университете, неоднократно побеждал в чемпионате NCAA по плаванию. В 2018 году женился на пловчихе Линдси Морроу, которая также обучалась в Алабаме.

## Карьера
На чемпионате мира среди юниоров 2011 года выиграл бронзу на дистанции 50 метров вольным стилем с результатом 22,80. На чемпионате Европы 2011 года среди юниоров в Белграде стал вторым на дистанции 50 метров вольным стилем.
В 2012 году на Олимпийских играх в Лондоне занял 31-е место на дистанции 100 метров вольным стилем с результатом 50,08.
На чемпионате мира 2015 года в Казани занял седьмое место на дистанции 50 метров вольным стилем с результатом 21,98 сек. На 100-метровке вольным стилем показал в предварительном заплыве результат 49,12 и не прошёл в полуфинал. На дистанции 50 метров баттерфляем также не смог выйти в полуфинал, показав результат 23,96 сек в предварительном заплыве. В эстафете 4×100 метров вольным стилем сборная Греции с Голомеевым в составе заняла 14-е место в предварительном заплыве и не прошла в финал.
В 2016 году на Олимпийских играх в Рио-де-Жанейро Кристиан занял 13-е место на дистанции 50 метров вольным стилем, а также 20-е место на дистанции 100 метров вольным стилем, установив национальный рекорд 48,68 сек. Также он выступал в составе греческой сборной в эстафете 4×100 метров вольным стилем (10-е место) и комбинированной эстафете 4×100 метров (15-е место).
На чемпионате мира 2017 года в Будапеште на дистанции 50 метров вольным стилем занял седьмое место в финале с результатом 21,73 сек. На 100-метровке вольным стилем не сумел выйти в полуфинал, показав в предварительном заплыве результат 48,88 сек. На дистанции 50 метров баттерфляем Кристиан с результатом 23,85 сек занял 20-е место в предварительных заплывах и не прошёл в полуфинал. Также Голомеев плыл на последнем этапе эстафеты 4×100 метров вольным стилем, но сборная Греции заняла 11-е место в предварительных заплывах и не вышла в финал.
На чемпионате Европы по плаванию в 2018 году в Глазго завоевал серебряную медаль на дистанции 50 метров вольным стилем с рекордом Греции 21,44 сек, проиграв чемпиону Бену Прауду 0,10 сек. На дистанции 50 метров баттерфляем занял в финале четвёртое место с результатом 23,19 сек. В составе греческой эстафеты 4×100 метров вольным стилем занял пятое место в финале, показав третий результат на последнем этапе.
На чемпионате мира 2019 года в Кванджу с результатом 21,45 сек поделил серебро на дистанции 50 метров вольным стилем с бразильцем Бруно Фратусом, уступив только американцу Калебу Дресселу, который установил рекорд чемпионатов мира и рекорд США (21,04). Для Кристиана эта медаль стала первой в карьере на чемпионатах мира. На дистанции 50 метров баттерфляем Голомеев выбыл на стадии полуфинала, показав результат 23,29 сек. Также выступал в эстафете 4×100 метров вольным, но сборная Греции заняла 10-е место в предварительных заплывах и не вышла в финал.
На чемпионате Европы 2020 года в Будапеште завоевал бронзу на дистанции 50 метров вольным стилем с результатом 21,73 сек (в полуфинале Кристиан проплыл за 21,60 сек, быстрее чем сенсационный чемпион Ари-Пекка Лиукконен в финале). На дистанции 100 метров вольным стилем не сумел выйти в полуфинал (49,05 сек в предварительном заплыве). На дистанции 50 метров баттерфляем также не сумел выйти в полуфинал. В эстафете 4×100 метров вольным стилем занял пятое место в финале в составе сборной Греции, которая установила национальный рекорд (3:13,39).
В 2021 году на Олимпийских играх в Токио на дистанции 50 метров вольным стилем показал третье время в предварительных заплывах (21,66) и третье время в полуфинале (21,60) и рассматривался как один из претендентов на медали, но в финале проплыл за 21,72 и поделил пятое место с британцем Беном Праудом. В эстафете 4×100 метров вольным стилем сборная Греции заняла только 15-е из 16 мест в полуфинале и не вышла в финал.
На чемпионате мира 2022 года в Будапеште на дистанции 50 метров вольным стилем занял восьмое место в финале с результатом 21,89 сек. В эстафетах не выступал. На чемпионате Европы 2022 года в Риме завоевал бронзу на дистанции 50 метров вольным стилем с результатом 21,75.
На чемпионате мира 2023 года в Фукуоке занял седьмое место на дистанции 50 метров вольным стилем с результатом 21,82 (второй результат среди европейцев). Также выступал в предварительных заплывах в эстафете 4×100 метров вольным стилем и комбинированной эстафете 4×100 метров, греки в обоих случаях не сумели выйти в финал.
На чемпионате Европы 2024 года в Белграде завоевал золото на дистанции 50 метров вольным стилем с результатом 21,72. Также завоевал бронзу в эстафете 4×100 метров вольным стилем.
В мае 2025 года после прохождения 12-недельного курса препаратов, расписанных профессиональной командой Enhanced Games (Улучшенные игры), проплыл 50 метров вольным стилем быстрее мирового рекорда. В полном гидрокостюме Кристиан показал результат 20,89 (на 2 сотых быстрее действующего мирового рекорда Сезаря Сьело). В разрешённых на профессиональных стартах гидрошортах Кристиан показал результат 21,03 (на 1 сотую быстрее мирового рекорда в данной экипировке).

### Результаты на летних Олимпийских играх
Зелёным выделены участия в финальных заплывах
| Дистанция                        | 2012 | 2016 | 2020 |
| -------------------------------- | ---- | ---- | ---- |
| 50 метров вольным стилем         | —    | 13   | 5    |
| 100 метров вольным стилем        | 31   | 20   | —    |
| Эстафета 4×100 м вольным стилем  | —    | 10   | 15   |
| Комбинированная эстафета 4×100 м | —    | 15   | —    |